# Вагенманн, Август
Август Эмиль Людвиг Вагенманн (нем. August Emil Ludwig Wagenmann) (5 апреля 1863 в Геттинген — 12 Августа 1955 в Гейдельберге) — немецкий офтальмолог и ученый.

## Биографические сведения
Август Вагенманн окончил Геттингенский университет и получил образовательно-квалификационный степень врача. После университета он получил должность врача-ассистента в Офтальмологической клинике города Геттинген, которая функционировала в то время во главе с Теодором Лебером. В 1888 Август Вагенманн получил степень приват-доцента по офтальмологии.
В 1892 Август Вагенманн перешёл на работу в Йенский университет имени Фридриха Шиллера, получив там должность заведующего кафедрой офтальмологии, где работал до 1910 года. В 1935 Вагенманн получил степень профессора emeritus, а годом позже стал почетным членом Немецкого офтальмологической союза.
Август Вагенманн является автором многих научных публикаций, подавляющее большинство которых посвящена патологической анатомии. Его экспериментальная работа по изучению патологии сосудов сетчатки и хориоидеи была отмечена премией имени Альбрехта фон Грефе.

## Основные публикации
- "Beitrag zur Kenntniss der Circulationsstörungen in den Netzhautgefässen, " 1897
- "Beitrag zur Kenntniss der Zündhütchenverletzungen des Auges, " 1897
- "Ueber zweimalige Durchbohrung der Augenhäute bei Eisensplitterverletzungen, " 1901
- "Zur Casuistik der Fremdkörperverletzungen des Auges, " 1901
- "Die Verletzungen des Auges: Mit Berücksichtigung der Unfallversicherung, " In: "Band 9, Teil 5 von Хандбух der gesamten Augenheilkunde / Graefe-Saemisch, " Ausgabe 2, Engelmann, 1913
- «Multiple Neurome des Auges und der Zunge.» In: «Ber Dtsch Opthalmol.» Bd. 43, 1922, S. 282—285.